# Nyslotts centralsjukhus
Nyslotts centralsjukhus (finska: Savonlinnan keskussairaala) är ett sjukhus i Nyslott i Finland. Sjukhuset tillhör Östra Savolax sjukvårdsdistrikt. Nyslotts centralsjukhus är uppfört vid sjön Pihlajavesi på ön Talvisalo på en 10 hektar stor tomt vilken har donerats av Nyslotts stad. Arkitekten Martti Välikangas har ritat sjukhuset och det invigdes år 1955.